# 파보 탈벨라
파보 탈벨라(핀란드어: Paavo Talvela, 1897년 ~ 1973년)는 핀란드의 군인이다. 1916년에서 1917년 사이 독일에서 핀란드 엽병대대에 복무한 적이 있다. 핀란드 내전이 일어나자 1개 대대의 대대장으로 복무했고, 1919년 아우누스 원정 당시 총사령관을 맡기도 했다.
겨울전쟁 당시 탈벨라는 소위 "탈벨라 부대"를 이끌고 톨바얘르비 전투에 참여했다. 이 전투의 승리로 1939년 12월 소장으로 승진함으로써 겨울전쟁 최초의 장성 진급자가 되었다. 1940년 2월 카렐리야 지협에서 핀란드 제3군단 군단장을 맡았다. 3월 13일 겨울전쟁이 끝나자 퇴역하여 민간인으로 돌아갔다.
계속전쟁이 일어나자 카렐리야에서 핀란드 제4군단 군단장을 맡았다. 1942년 1월 중장으로 진급하고, 1944년 2월까지 핀란드 대표로 독일 최고사령부에 참석했다. 핀란드로 돌아간 뒤 6월까지 핀란드 제2군단 군단장을 맡다가 이후 아우누스 집단군 사령관으로 옮겼다. 7월 독일로 갔는데, 그 사이 핀란드와 소련이 휴전을 맺었다. 탈벨라가 핀란드로 떠나려고 하자 하인리히 히믈러가 친독 망명정부의 수장이 되어달라고 접근했지만 거부했다.
전쟁이 끝나자 핀란드 종이산업체 대표로 남아메리카에서 몇 년을 보내고 핀란드로 돌아왔다. 보병대장으로 진급한 뒤 1966년 퇴역했다.